# Atherigona omega
Atherigona omega este o specie de muște din genul Atherigona, familia Muscidae, descrisă de Adrian C. Pont în anul 1981. Conform Catalogue of Life specia Atherigona omega nu are subspecii cunoscute.